# I Love Dream World
Singles de dream
Music Is My Thing
(2003) Identity -Prologue-
(2004)
I Love Dream World  (prononciation officielle) est le quinzième single du groupe féminin de J-pop dream, sorti en 2003.

## Présentation
Le titre du disque est en fait écrit avec un symbole spécial mélangeant un cœur et le signe de la paix, se lisant Love Dream, nouveau symbole du groupe : I (symbole) world ; il est en conséquence parfois incorrectement appelé I World ou I Love World.
Le single sort le 10 septembre 2003 au Japon sous le label avex trax, sept mois après le précédent single du groupe, Music Is My Thing. Il atteint la 10e place du classement Oricon, et reste classé pendant six semaines. C'est le second single du groupe à se classer dans le top 10, après My Will trois ans auparavant. C'est le deuxième single sorti par la nouvelle formation du groupe à huit membres, après le départ de Mai Matsumoro un an auparavant et son remplacement par six nouvelles membres.
C'est le premier single du groupe à contenir quatre chansons différentes, et leurs versions instrumentales. 
La première, Wo Ai Ni, est utilisée comme cinquième générique d'ouverture de la série anime Asobotto Senki Gokū ; elle figurera sur l'album ID qui sortira six mois plus tard, puis sur la compilation 7th Anniversary Best de 2007. 
La seconde, Love Is Power, ne figurera pas sur l'album, mais figurera sur cette même compilation. 
La troisième, I Love Dream World ~Sekaijū no Shiawase wo Utaō~, figurera sur l'album ID et sur cette compilation ; elle sera aussi reprise par le groupe sur son album de reprises Dream Meets Best Hits Avex qui sort fin 2004.
La dernière, Embrace Me, attribuée à S-dream featuring Kana, est interprétée en solo par Kana Tachibana ; elle ne figurera que sur l'album ID.
Une vidéo homonyme au format DVD contenant deux versions du clip vidéo de la chanson I Love Dream World ~Sekaijū no Shiawase wo Utaō~ sortira trois mois plus tard, le 10 décembre 2003. Une nouvelle version de cette même chanson figurera sur le single de Dream Blanket Snow qui sortira douze ans plus tard.

## Formation
- 1re génération : Kana Tachibana, Yū Hasebe
- 2e génération : Sayaka Yamamoto, Erie Abe, Aya Takamoto, Ami Nakashima, Shizuka Nishida, Risa Ai

## Liste des titres
CD
1. Wo Ai Ni (我愛イ尓?)
2. Love is power
3. I love dream world ~Sekaijū no Shiawase wo Utaō~ (I love dream world　~世界中のしあわせを歌おう~?)
4. Embrace Me (S-dream featuring KANA)
5. Wo Ai Ni (Instrumental)
6. Love is power (Instrumental)
7. I love dream world ~Sekaijū no Shiawase wo Utaō~ (Instrumental)
8. Embrace Me (Instrumental)

DVD
1. I love dream world ~Sekaijū no Shiawase wo Utaō~ Promotion　video (Ver．1)
2. I love dream world ~Sekaijū no Shiawase wo Utaō~ Promotion　video (Ver．2)
3. Single "I love dream world" TV－SPOT
4. Viewsic Tokuban "I love dream world" (...) [Director's Cut Version]